# Cemitério de Batignolles
Cemitério de Batignolles ((Francês: Cimetière des Batignolles) é um cemitério parisiense.
O cemitério está localizado no distrito de Épinettes, na parte nordeste do 17.º arrondissement de Paris. A entrada está no cruzamento da Rue Saint-Just e Avenue du Cimetière des Batignolles. O cemitério está alojado entre o Boulevard Périphérique e o Lycée International Honoré de Balzac. O cemitério de Batignolles foi inaugurado em 22 de agosto de 1833. Parte dele teve que ser fechada e as sepulturas foram movidas por causa da construção do grande anel viário (Boulevard Périphérique, entre as saídas de Porte de Clichy e Porte de Saint-Ouen).
Estendendo-se por quase onze hectares, um pouco maior que o Cemitério de Montmartre, o Cemitério Batignolles contém aproximadamente quinze mil sepulturas e é o quarto cemitério intra muros de Paris, em termos do número de sepulturas. Em termos de área, apenas o Cemitério do Père-Lachaise e o Cemitério do Montparnasse são maiores.  Dentro de seu perímetro, existem aproximadamente novecentas árvores maduras, principalmente castanhas e bordos. Por causa da construção de prédios de apartamentos ao lado do cemitério, a Avenida das Fortificações não está mais acessível (a partir de 2009-?).

## Enterros notáveis

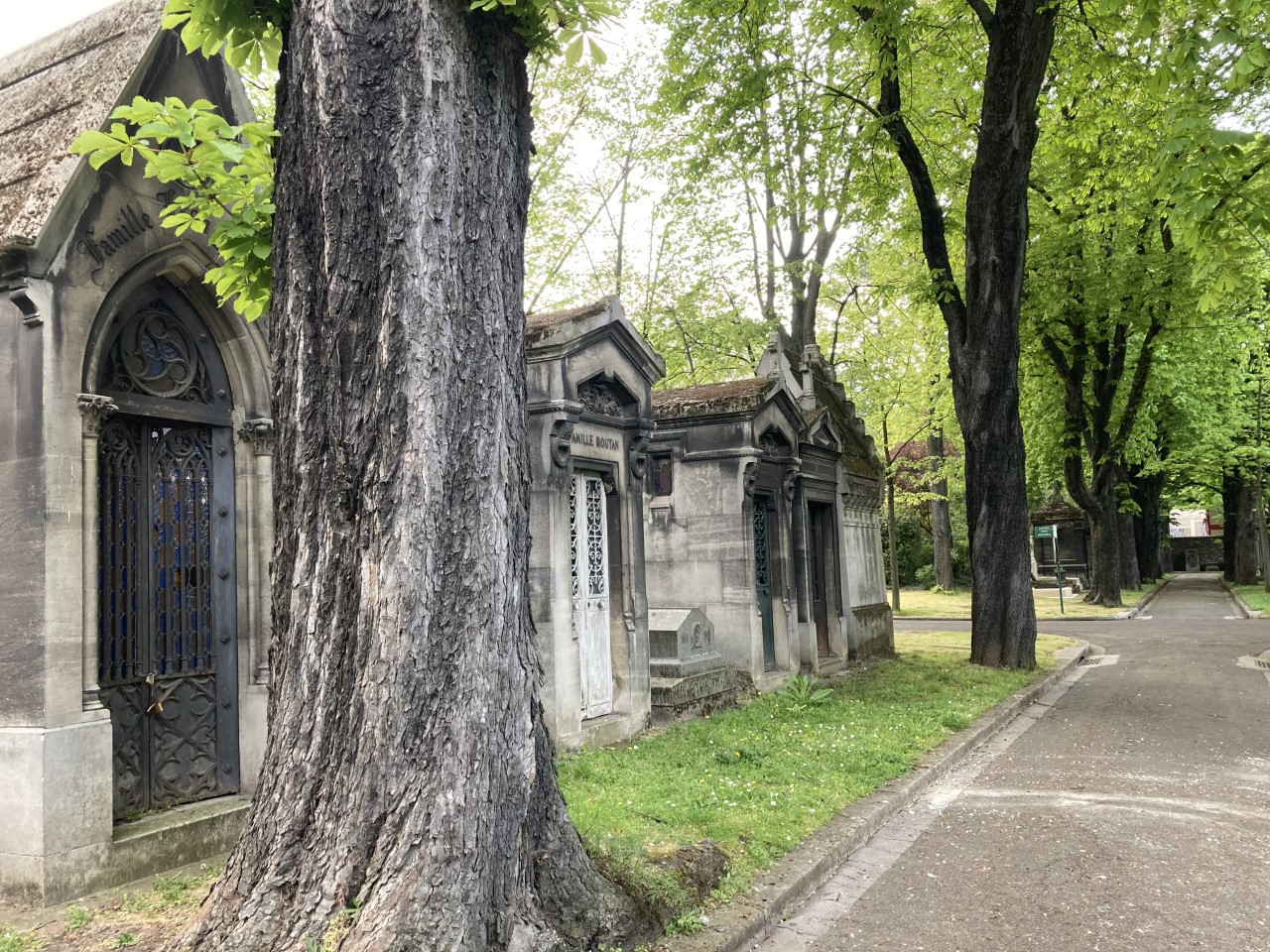
Cemitério.

Batignolles é agora o lar dos restos mortais de André Barsacq, Alexandre Benois, André Breton, Alfred Bruneau, Lucienne Bréval, Gaston Calmette, Blaise Cendrars, Léon Dierx, Pierre Dreyfus, Marguerite Durand, Hélène Dutrieu, Cora Pérola, Joséphin Péladan, Benjamin Péret, Ray Ventura, Paul Vidal, Édouard Vuillard e André Zirnheld (no túmulo da família), entre outros.
Antes da inauguração do Cemitério Russo de Sainte-Geneviève-des-Bois, era um local de enterro popular para os membros da comunidade ortodoxa russa. Muitos estão enterrados no carré russe-orthodoxe, divisão 25. Entre eles Léon Bakst, Sergei Lyapunov, Pavel Milyukov e Pavel Ryabushinsky. Feodor Chaliapin foi enterrado aqui, mas seus restos mortais foram posteriormente enterrados no Cemitério Novodevichy, em Moscou.
O túmulo de Paul Verlaine estava originalmente na divisão 20, mas teve que ser movido para a rotatória (no cruzamento da Avenida Principale com a Avenue Transversale).
O cemitério contém um túmulo de guerra da Commonwealth Britânica, um oficial da Força Aérea Real de 1918.